# Turraea rigida
Turraea rigida är en tvåhjärtbladig växtart som beskrevs av Étienne Pierre Ventenat. Turraea rigida ingår i släktet Turraea och familjen Meliaceae. Inga underarter finns listade i Catalogue of Life.